# Холявинці

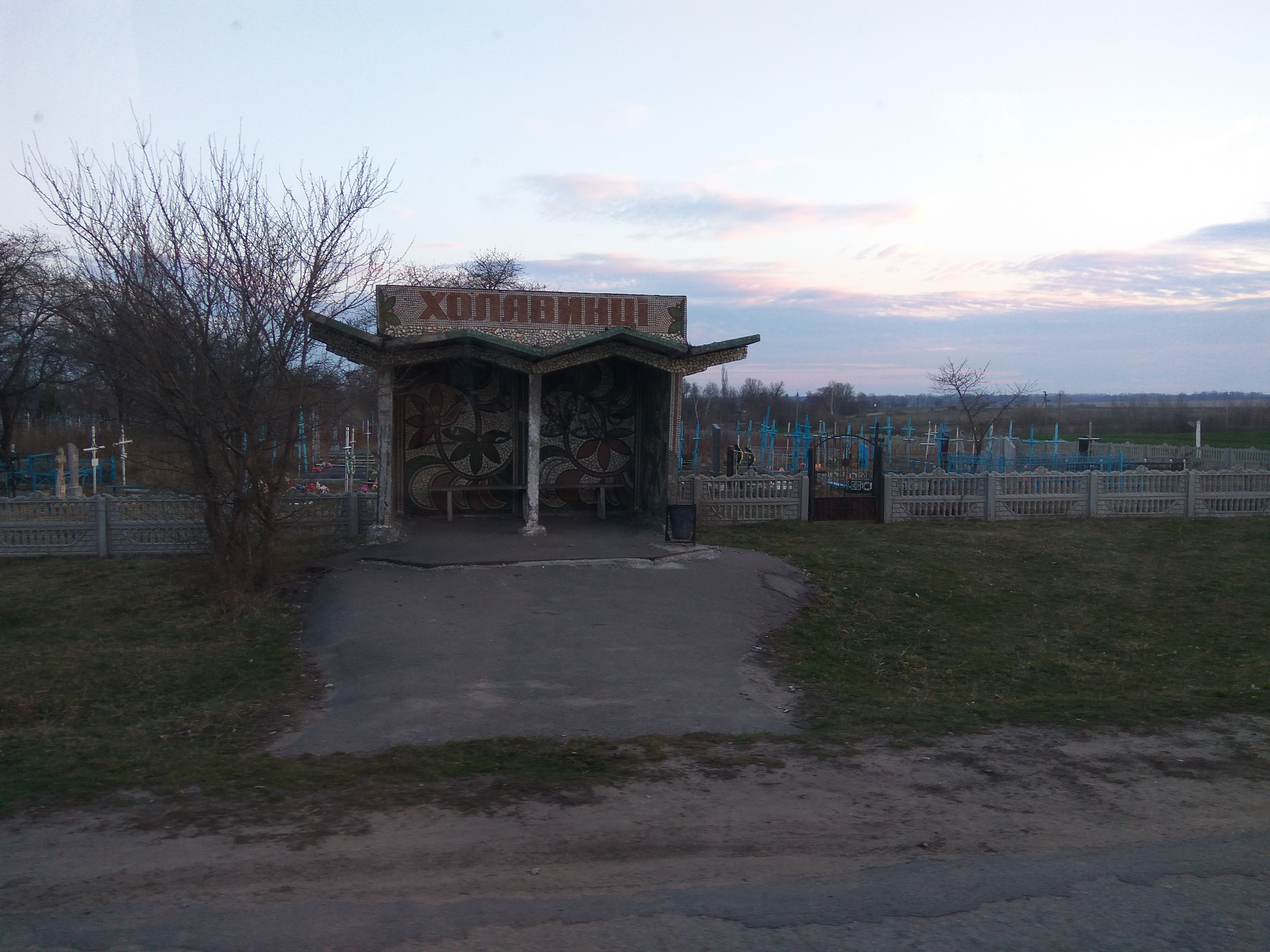
Автобусна зупинка та кладовище на території сучасного села Лісова Лисіївка

Холявинці — колишнє село в Україні. Рішенням № 416 Вінницького облвиконкому 6 липня 1957 року село Холявинці приєднане до села Лісова Лисіївка, що нині входить до складу Калинівського району Вінницької області.
У XVI—XVIII столітті — село Брацлавського воєводства в складі Малопольської провінції Речі Посполитої. У XIX—XX столітті — село Бердичівського (до 1846 — Махновського) повіту Київської губернії, межувало з селом Лисіївка (Лосіївка), яке належало вже Подільської губернії. У 1957 році два села об'єднані в одне з назвою Лісова Лисіївка.
У польських документах Холявинці згадується як Cholewince або Holewincze. У 1651 року фігурує під назвою Halawina — роздільний маєток князя Яреми Вишневецького. До 1818 року жителі села були приписані до приходу церкви в сусідній Лисіївці, а з 1818 відійшли до приходу містечка Нових Прилук Київської губернії. Своя церква у Холявинцях з'явилась лише у 1874 році.
У Центральному державному історичному архіві України, м. Київ (ЦДІАК України) зберігаються метричні книги та сповідальні розписи села Холявинці у документах села Лисіївка (до 1818 року) та містечка Нова Прилука (з 1818 до 1874 року).